# Raioanele Letoniei
Letonia, înainte de 1 iulie 2009, a fost împărțită în 27 de raioane (rajons sau în letonă:apriņķis - pl apriņķi) și 7 orașe (în letonă:lielpilsētas - pl lielpilsēta), indicate cu asterisc:
1. Raionul Aizkraukle
2. Raionul Alūksne
3. Raionul Balvi
4. Raionul Bauska
5. Raionul Cēsis
6. Raionul Daugavpils
7. Daugavpils*
8. Raionul Dobele
9. Raionul Gulbene
10. Raionul Jēkabpils
11. Raionul Jelgava
12. Jelgava*
13. Jūrmala*
14. Raionul Krāslava
15. Raionul Kuldīga
16. Raionul Liepāja
17. Liepāja*
18. Raionul Limbaži
19. Raionul Ludza
20. Raionul Madona
21. Raionul Ogre
22. Raionul Preiļi
23. Raionul Rēzekne
24. Rēzekne*
25. Raionul Riga
26. Riga*
27. Raionul Saldus
28. Raionul Talsi
29. Raionul Tukums
30. Raionul Valka
31. Raionul Valmiera
32. Raionul Ventspils
33. Ventspils*